# یورگن لیگی
یورگن لیگی (انگلیسی: Jürgen Ligi؛ زادهٔ ۱۶ ژوئیهٔ ۱۹۵۹) سیاست‌مدار اهل استونی است.
وی در سال ۲۰۱۶ وزیر امور خارجه استونی، از سال ۲۰۱۵ تا ۲۰۱۶ وزیر آموزش و پژوهش استونی، از سال ۲۰۰۹ تا ۲۰۱۴ وزیر دارایی استونی و از سال ۲۰۰۵ تا ۲۰۰۷ وزیر دفاع استونی بوده‌است.